# Аеродром Бристол
Аеродром Бристол (енгл. Bristol Airport) је међународни аеродром великог британског града Бристола на југозападу државе. Он је смештен 13 km југозападно од средишта града. Незванично се назива Лалсгејт по оближњем насељу. 
Бристолска ваздушна лука је авио-чвориште за пар авио-превозника: „Изиџет”, „Рајанер”, „ТУИ ервејс” и „Џет2”. 
Аеродром у Бристолу је осми по промету путника у Уједињеном Краљевству - 2024. године кроз њега је прошло близу 10,5 милиона путника.